# Raúl Gorriti
Raúl Gorriti (Camaná, 1956. október 10. – Camaná, 2015. április 2.) válogatott perui labdarúgó, középpályás.

## Pályafutása

### Klubcsapatban
1975-ben a León de Huánuco csapatában kezdte a labdarúgást. 1977–78-ban a Sporting Cristal játékosa volt. 1979–80-ban a Deportivo Municipal csapatában szerepelt. 1981-ben az Universitario, a következő évben ismét a Deportivo Municipal játékosa volt. 1984-ben fejezte be az aktív labdarúgást.

### A válogatottban
1976 és 1979 között 11 alkalommal szerepelt a perui válogatottban és egy gólt szerzett. Részt vett az 1978-as argentínai világbajnokságon.